# Куяштырский сельсовет
Куяштырский сельсовет — упразднённое в 2008 году сельское поселение в составе Аскинского района. Объединен с сельским поселением  Аскинский сельсовет.
Почтовый индекс — 452899. Код ОКАТО — 80204834000.
Состав сельсовета: село Куяштыр — административный центр. До 2006 года входил посёлок Дуванейский (Закон Республики Башкортостан от 29.12.2006 N 404-з «О внесении изменений в административно-территориальное устройство Республики Башкортостан в связи с объединением, упразднением, изменением статуса населенных пунктов и переносом административных центров»), до 1989 года — деревня Карткисяк (Указ Президиума ВС Башкирской АССР от 27.09.1989 N 6-2/326 «Об образовании Карткисяковского сельсовета в Аскинском районе»), до 1986 года — деревня Абдал (Указ Президиума ВС Башкирской АССР от 12.12.1986 N 6-2/396 «Об исключении из учетных данных некоторых населенных пунктов»).
Закон Республики Башкортостан от 19.11.2008 N 49-з «Об изменениях в административно-территориальном устройстве Республики Башкортостан в связи с объединением отдельных сельсоветов и передачей населённых пунктов», ст.1 гласил:
 "Внести следующие изменения в административно-территориальное устройство Республики Башкортостан:
 д) Объединить Аскинский, Бурминский и Куяштырский сельсоветы с сохранением наименования «Аскинский» с административным центром в селе Аскино. Включить село Новая Бурма, деревни Верхненикольское, Талог, Тюйск Бурминского сельсовета, село Куяштыр Куяштырского сельсовета в состав Аскинского сельсовета. 
Утвердить границы Аскинского сельсовета согласно представленной схематической карте. .
Исключить из учётных данных Бурминский, Маталинский и Куяштырский сельсоветы;
На 2008 год граничил с муниципальными образованиями: Кубиязовский сельсовет, Аскинский сельсовет, («Закон Республики Башкортостан от 17.12.2004 N 126-з (ред. от 19.11.2008) „О границах, статусе и административных центрах муниципальных образований в Республике Башкортостан“»).